# Sharenting

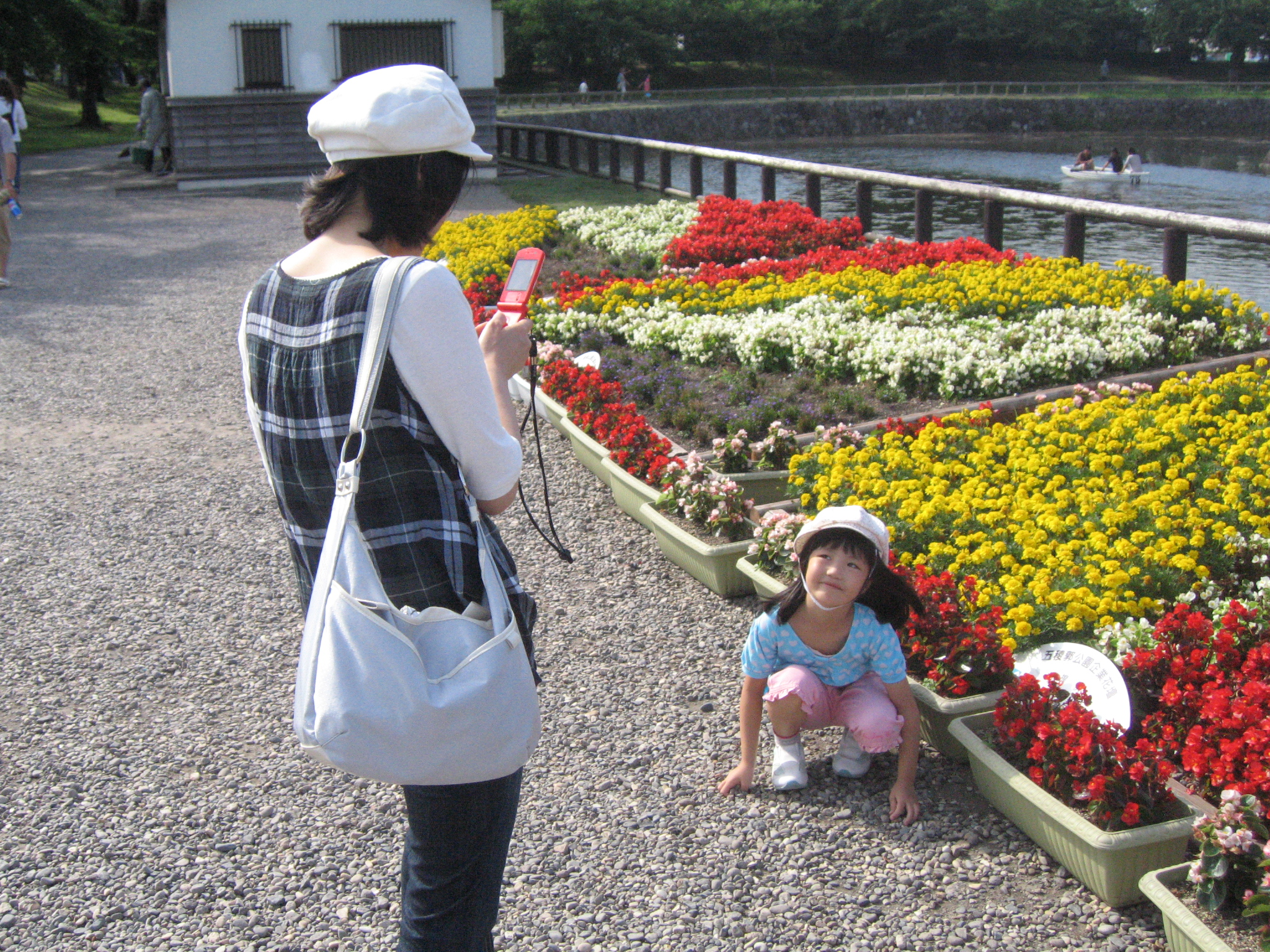
Een vrouw neemt een foto van haar dochter

Sharenting, een samentrekking van de Engelse woorden share (delen) en parenting (ouderschap), is het door (groot)ouders, verzorgers of andere familieleden en naasten online delen van informatie over minderjarigen. Deze informatie, die kan bestaan uit onder meer persoonlijke verhalen, foto's en video's, worden meestal verspreid via online platforms en sociale media. Een persoon die de informatie plaatst wordt ook wel een sharent genoemd.

## Achtergrond
De Oxford English Dictionary definieert sharenting als: "De handeling of praktijk waarbij nieuws, afbeeldingen of video's van iemands kinderen worden gedeeld op sociale mediawebsites." Het woord wordt sinds 2012 gebruikt. De informatie over de minderjarigen wordt gedeeld voor (groot)ouders, verzorgers en andere familieleden en naasten. Door de digitalisering en opkomst van sociale media is het gemakkelijker geworden om online persoonlijke verhalen, foto's en video's van kinderen te delen.
Een onderzoek uit 2015 wees uit dat 74% van de ouders online persoonlijke informatie had gedeeld. Van de kinderen vond 56% dat diens ouder gênante informatie had geplaatst, 51% had details geplaatst over de locatie waar het kind zich bevond en 27% van de ouders plaatste ongepaste foto's. In een onderzoek uit 2017 gaf twee derde van de Britse kinderen aan dat hun ouders wel eens foto's van hen online plaatste. Meer dan een kwart van hen gaf aan zich hierdoor soms angstig of opgelaten te voelen.

## Gevolgen
Sharenting wordt soms in verband gebracht met het negeren van ethiek, privacy en de rechten van kinderen. Uit een onderzoek uit 2023 kwam naar voren dat 86.9% van de ondervraagden sharenting in verband bracht met kinderverwaarlozing en -mishandeling. Sharenting kan ook een positieve impact hebben: ouders, verzorgers of familieleden kunnen hiermee hun trots voor hun kind of familielid tonen. Daarnaast stelt het hen in staat om met andere ouders of verzorgers zorgen te delen en bij hen steun te vinden.
Doordat er veel informatie over de minderjarigen gedeeld wordt ontstaat er een grote digitale voetafdruk. In 2010 had 92% van de Amerikaanse tweejarigen een online aanwezigheid. De Britse bank Barclays stelt dat informatie verkregen over personen door sharenting gebruikt kunnen worden voor identiteitsfraude. In 2018 schatte het bedrijf dat tegen 2030 ongeveer 7,4 miljoen zaken van identiteitsfraude in verband kunnen worden gebracht met informatie verkregen door sharenting. De schade kan hierbij oplopen tot 667 miljoen pond per jaar, aldus Barclays.

## Kinderen als influencers
Bij family vloggers (personen die video's en foto's plaatsen waarin het hele gezin voorkomt) en mommy bloggers en mommy vloggers (moeders die schrijven en video's plaatsen over het moederschap en hun gezin) zijn kinderen regelmatig onderwerp van de geplaatste content. Doordat kinderen, net als bij sharenting, geen invloed hebben op de content die over hen wordt gedeeld, zijn er vragen van kijkers rond de ethiek van het delen van persoonlijke details. Om die reden hebben enkele bekende mommy vloggers besloten hun kinderen niet langer herkenbaar in beeld te brengen.
Enkele Amerikaanse kinderen van family vloggers en die werkten als jonge influencers hebben zich uitgesproken over de negatieve effecten die het werk had op hun leven. Een voormalig influencer stelt dat haar ouders financieel afhankelijk werden van de content waarin zij voorkwam. Daarnaast had zij het gevoel dat haar kindertijd werd overschaduwd door een bekendheid op sociale media waarvoor zij niet gekozen had.

## Rechtszaak
In 2020 werd door een Nederlandse rechtbank besloten dat een oma de foto's van haar kleinkinderen van Facebook moest verwijderen aangezien de moeder van de kinderen geen toestemming had gegeven deze online te plaatsen. Als de grootmoeder zou verzaken de foto's direct te verwijderen of deze foto's op een later moment opnieuw zou plaatsen, zou zij een boete krijgen.